# Flüeler
Flüeler ist ein Schweizer Familienname.

## Herkunft und Bedeutung
Der Name Flüeler ist ein Wohnstättenname, entstanden aus dem Toponym Fluh, auch Flüh und alemannisch Flue, auch Flüe.

## Verbreitung
Vorkommen des Familiennamens Flüeler:
- Schweiz:
  1. Stans (etwa 10 % aller Flüeler in der Schweiz)
  2. Hergiswil NW, Stansstad, Sarnen
  3. Dübendorf, Küssnacht am Rigi, Riehen, Pfäffikon ZH, Zürich sowie Wädenswil u. a.

## Bekannte Namensträger
- Alois Flüeler (1829–1909), Schweizer Politiker
- Andrin Flüeler (* 1993), Schweizer Unihockeyspieler
- Anton Flüeler (1898–1960), Schweizer Bühnenbildner, Tänzer, Schauspieler, Illustrator, Glasmaler und Kunsthandwerker
- Bernard Flüeler (1882–1958), Schweizer Maler, Grafiker, Kunsthandwerker, Kustos und Kunstpädagoge
- Lukas Flüeler (* 1988), Schweizer Eishockeytorwart